# Jackass: The Movie
Jackass: The Movie è un film diretto da Jeff Tremaine. Uscì nei cinema il 25 ottobre 2002, con il sottotitolo "Non provate a farlo a casa" ed è una continuazione più pericolosa degli stunt e degli scherzi eseguiti dai personaggi nella serie TV di MTV Jackass.
Il film fu prodotto da MTV Films e distribuito da Paramount Pictures. Al film ha preso parte tutto il cast di Jackass, oltre a altri personaggi apparsi frequentemente in Jackass come Manny Puig, Phil e April Margera. Piccoli camei sono stati fatti dall'attore Rip Taylor, il cantante Henry Rollins, il boxeur Eric Scott Esch, lo skater Tony Hawk e il bmxer Mat Hoffman.

## Trama
Il film si apre con i titoli di testa su una nube di polvere bianca in mezzo ad una strada, con il sottofondo della lirica O Fortuna del tedesco Carl Orff; pian piano viene fuori un mega carrello della spesa (circa 3 metri di altezza e 2 di lunghezza) in avanzamento rapido, che segnerà lo stunt più famoso di tutta la serie e del film stesso, con tutto il cast di Jackass all'interno, con Ehren McGehehy e Dave England che cercano di salire a tutti i costi. Il primo perde la presa e cade a terra, mentre il secondo si aggrappa e rimane sul bordo. Tutti quanti si picchiano ripetutamente, ridendo e scherzando, correndo a tutta velocità su una discesa stradale con una giraffa che viene portata via e dei tubi laterali ai parapetti autostradali che sparano colonne di fumo.
Ehren riprende la presa in una corsa spietata, ma all'improvviso altri tubi piazzati in orizzontale sputano senza tregua calcinacci, polvere e mattoni costringendo Preston Lacy, aggrappato al dietro del carrello, a buttarsi sopra dei sacchi di spazzatura di passaggio, il tutto alternando rallentatore e ripresa normale. Ehren assieme a Dave perdono la presa a causa di una scarica di cemento spaccato a pezzi e ricadono a terra rotolando. I pochi sopravvissuti sono ricoperti di polvere marrone, finché Johnny si alza in piedi gridando il suo saluto di apertura al film: "Hi, I'm Johnny Knoxville, welcome to Jackass!"
Subito dopo il carrello termina  la sua corsa, andando a impattare, a gran velocità, il banco frutta di un mercato. Quelli che avevano resistito fino ad allora, vengono quindi catapultati in avanti, dopo il forte impatto del carrello.

## Produzione

### Realizzazione
Molte scene sono state girate in Giappone perché in America ogni volta che giravano una scena venivano riconosciuti da numerosi fan di Jackass. Un altro motivo per le riprese giapponesi è il fatto che in Giappone la legge consente di non censurare le facce di persone riprese senza consenso.
Oltre a Knoxville, altri infortuni sul set furono quelli occorsi agli skater Tony Hawk e Matt Hoffman durante lo stunt degli skater ciccioni e Steve-O che riportò numerose infezioni dopo essersi lanciato in un fiume inquinato. Il carrello usato all'inizio del film venne costruito e utilizzato per il film The Incredible Shrinking Woman. Durante il finale The son of Jackass ("il figlio di Jackass") l'unico membro del cast a non esser travestito da anziano fu Ehren McGhehey, a quanto pare perché i truccatori non vi riuscirono.
Essendo il film meno soggetto a censura rispetto alla versione trasmessa in TV, i partecipanti sapevano di poter esagerare nei loro stunt. Per questo inserirono parolacce (come in April dice cazzo, dopo aver visto nel suo soggiorno un alligatore), stunt estremi (come in Pattini a razzo, girato per l'edizione televisiva ma mai autorizzato alla messa in onda), e umorismo estremamente crudo (come in Raggi X al culo, dove a Ryan Dunn viene messa una macchinina avvolta in un preservativo dentro al retto ed è sottoposto a un esame ai raggi x).

### Danni sul set
In questo film vengono eseguiti stunt molto pericolosi, come dimostrato già dall'inizio in scontro tra macchine a noleggio, ed è capitato che qualcuno rimanesse ferito. Nel primo stunt, Johnny Knoxville prende una macchina a noleggio che modifica per prendere parte a un demolition derby. Verso la fine un altro partecipante colpisce il cofano della macchina di Knoxville e rompe il parabrezza con la ruota. Nel commento al film, il regista Jeff Tremaine ha spiegato che quella è stata la prima volta (ma non l'ultima) in cui ha pensato "Wow, abbiamo appena ucciso Johnny Knoxville".
In un altro stunt si rischiarono di avere conseguenze peggiori. Sempre Johnny Knoxville, dopo uno scontro con dei golf cart, rischiò di rompersi l'osso del collo e un'altra volta dopo aver fatto un incontro in un negozio con il pugile Butterbean, riportò una commozione cerebrale.

### Finale differente
Alla fine del film si vede Johnny Knoxville lanciato da una catapulta in una palude, dove su una barca è seduto Rip Taylor che annuncia che "questa è la fine", il tutto seguito dai titoli di coda che scorrono sopra a immagini tagliate dal film.
In teoria il finale originale doveva essere una grande reazione a catena costituita da vari macchinari, in cui ognuno dei membri di Jackass avrebbe dovuto fare un piccolo stunt relativo a quanto visto nel film (ad esempio Preston Lacy avrebbe dovuto essere la "palla da demolizione umana", schiantandosi contro un WC portatile), con alla fine Johnny Knoxville lanciato dalla catapulta accanto a Rip Taylor.
L'insieme di marchingegni non funzionò come dovuto e quindi i produttori decisero di filmare un finale alternativo, quello che venne ribattezzato Il figlio di Jackass. In questa parte tutti gli attori con dei costumi da persone anziane corrono in mezzo a edifici e altre cose che esplodono; alla fine solo Steve-O sopravvive e proclama il suo "Sii ciccio". Alcune parti del finale sbagliato sono state inserite nei titoli di coda.

## Censura
Alcune parti del film sono state modificate per motivi legali. In '"Test anti sommossa", Johnny Knoxville viene colpito da un piccolo proiettile non mortale sparato da un fucile a pompa. Questo stunt dovette essere modificato perché il cast di Jackass poteva evitare la responsabilità civile, ma non quella criminale, e se qualcuno del cast fosse morto durante uno stunt sarebbero stati accusati di omicidio colposo. Anche nella scena finale, "Lastra chiappesca" è stato tolto il momento in cui la macchinina viene inserita nell'ano di Ryan Dunn, cosa che avrebbe catalogato il film come "pornografico".

## Critica
Il film ha ricevuto pareri contrastanti dalla critica: se c'è chi loda il film apprezzando la sua comicità demenziale, altri lo criticano per il suo essere grottesco e senza una trama lineare. Nonostante queste critiche, il film, realizzato con un budget di circa 5 milioni di dollari, nel primo weekend nelle sale cinematografiche ne guadagnò oltre 22 milioni, per un totale di circa 64 milioni in totale solo in America.

## Riconoscimenti
- MTV Movie & TV Awards: 
  - Nomination Miglior performance comica: Johnny Knoxville
  - Nomination Miglior team: Johnny Knoxville, Bam Margera, Steve-O, Chris Pontius
  - Nomination Miglior combattimento: Johnny Knoxville, Eric Butterbean Esch
- Razzie Awards: Più flatulento film per adolescenti
- Satellite Award: nomination miglior DVD
- Teen Choice Awardss: nomination migliori film comico

## Sequel
Anche se inizialmente si continuava a ripetere che un secondo film non sarebbe stato girato, nel settembre 2006 è uscito il film Jackass Number Two.
Nel 2010 è uscito il terzo film della saga, Jackass 3D.